# You Make Me
You Make Me é uma canção do DJ e produtor musical sueco Avicii. A faixa conta com os vocais não creditados do músico e cantor sueco Salem Al Fakir, em colaboração com o compositor sueco Vincent Pontare. A canção foi produzida para o álbum de estreia de Avicii, True, e aparece como a segunda faixa do disco. Foi lançada como o segundo single de True em 30 de agosto de 2013, sucedendo o hit "Wake Me Up". O single estreou mundialmente no programa The Pete Tong Show da BBC Radio 1 em 16 de agosto.

## Vídeo musical
Um vídeo de letra de "You Make Me", criado por Jesper Eriksson, foi enviado à conta oficial de Avicii no YouTube, pelo canal VEVO, em 30 de agosto de 2013. O vídeo apresenta cenas urbanas (incluindo lugares como Bangkok, Bochum, Chicago e Tóquio), utilizando amplamente a técnica de fotografia em miniatura.
O videoclipe oficial, dirigido por Sebastian Ringler, estreou no mesmo canal em 16 de setembro de 2013. Segundo a descrição da Vevo, o vídeo retrata uma cena em uma pista de patinação, onde "um pouco de ciúme se transforma em uma batalha ninja".

## Faixas
Download digital
1. "You Make Me"

## Histórico de lançamento
| País          | Data                   | Formato          | Gravadora       |
| ------------- | ---------------------- | ---------------- | --------------- |
| Austrália     | 30 de agosto de 2013   | Download digital | Universal Music |
| Nova Zelândia | 30 de agosto de 2013   | Download digital | Universal Music |
| Rússia        | 30 de agosto de 2013   | Download digital | Universal Music |
| Reino Unido   | 15 de setembro de 2013 | Download digital | Universal Music |

## Certificações
| País                  | Certificação |
| --------------------- | ------------ |
| Austrália (ARIA)      | 2× Platina   |
| Brasil (PMB)          | Platina      |
| Alemanha (BVMI)       | Ouro         |
| Itália (FIMI)         | Ouro         |
| Países Baixos (NVPI)  | 2× Platina   |
| Suécia (GLF)          | 4× Platina   |
| Estados Unidos (RIAA) | Ouro         |
| Reino Unido (BPI)     | Platina      |